# Nikołaj Obruczew (kozak)
Nikołaj Siergiejewicz Obruczew, ros. Николай Сергеевич Обручев (ur. 8 maja 1900 r., zm. ?) – rosyjski wojskowy (major), sotnik 1 Kozackiej Dywizji Kawalerii, a następnie wojsk kozackich przy Sił Zbrojnych Komitetu Wyzwolenia Narodów Rosji podczas II wojny światowej, kozacki działacz emigracyjny
Ukończył wyższą szkołę handlowo-finansową. Uczestniczył w wojnie domowej w Rosji w szeregach kozackich wojsk Białych. Został ranny. Dostał się do niewoli bolszewickiej. Udało mu się zbiec, a następnie przedostał się do Polski. W maju 1943 r. wstąpił ochotniczo do oddziałów kozackich Wehrmachtu. Od lata tego roku służył jako oficer w 1 Kozackiej Dywizji Kawalerii gen. Helmutha von Pannwitzowi. 9 grudnia 1944 r. został ciężko ranny. Po wyleczeniu od kwietnia 1945 r. był sotnikiem wojsk kozackich Sił Zbrojnych KONR. Po zakończeniu wojny ukrywał się w szpitalu. Prawdopodobnie wyjechał do Argentyny, gdzie w 1948 r. miał zostać atamanem Związku Kozackiego w Buenos Aires.